# (7321) 1979 MZ2
(7321) 1979 MZ2 (1979 MZ2, 1990 FU2) — астероїд головного поясу, відкритий 25 червня1979 року.
Тіссеранів параметр щодо Юпітера — 3.444.